# Frechen
Frechen est une ville allemande de Rhénanie-du-Nord-Westphalie dans l'arrondissement de Rhin-Erft et le district de Cologne, à l'ouest de la ville de Cologne.
La première mention de Frechen date de 877. Au XVIe siècle, la ville devient connue pour ses terres cuites, en particulier pour son Bartmannskrug (« pot barbu »). Plus tard, au XVIIIe siècle, y furent ouvertes des mines de lignite ; leur exploitation domina l'économie de la ville jusqu'au début du XXe siècle. En 1891 fut ouverte la première fabrique de briquettes.
Le 2 septembre 1951, Frechen devint une commune incluant les villages de Bachem et de Buschbell. Le 1er janvier 1975, les villages de Grefrath, Habbelrath, Königsdorf et Neufreimersdorf y furent aussi incorporés.

## Histoire
| Appartenances historiques Électorat de Cologne 953-1797 République cisrhénane (Roer) 1797-1802 République française (Roer) 1802-1804 Empire français (Roer) 1804-1813 Royaume de Prusse (Province de Juliers-Clèves-Berg) 1815-1822 Royaume de Prusse (Province de Rhénanie) 1822-1918 République de Weimar 1918-1933 Reich allemand 1933-1945 Allemagne occupée 1945-1949 Allemagne 1949-présent |

## Personnalités liées à la commune
- Gunter Demnig (1947-), artiste, y a son atelier
- Matthias Brücken (1953-), footballeur
- Heino Falcke (1966-), astrophycien
- Claudia Weber (1967-), judokate
- Kirsten Bolm (1975-), athlète, coureuse de haies
- Björn Otto (1977-), sauteur à la perche
- Ayọ (1980-), chanteuse
- Sonja Bertram (1984-), actrice
- Marcel Heller (1986-), footballeur
- Jan Hojer (1992), grimpeur
- Lennart Thy (1992-), footballeur
- Niklas Hauptmann (1996-), footballeur
- Jana Lisa Rother (de) (1998-), plongeuse
- Hannah Meul (2001-), grimpeuse